# 火药奶昔
《火药奶昔》是美国、德国和法国合拍的2021年动作惊悚片，由纳沃特·帕普沙多执导，帕普沙多和埃胡德·拉夫斯基编剧，凯伦·吉兰、琳娜·海蒂、卡拉·古奇諾、克洛伊·科尔曼、杨紫琼、安琪拉·貝瑟和保罗·吉亚玛提主演。影片讲述年轻杀手小珊找到很久没见的母亲斯嘉丽，在她杀手同事帮助下，从对手手中救出年轻女生艾蜜莉的故事。
影片于2018年的美国电影市场展正式公布，选角工作于2019年展开，主体拍摄于2019年6月到8月在柏林进行。影片由The Picture Company、巴貝爾斯堡攝影棚和頻道製片公司德国分公司参与制造，法国电视台Canal+和Ciné+协助拍摄。影片于2021年7月14日在美国上映，由Netflix发行，同时在部分影院同步上映。法国方面于7月21日由频道制片公司在法国院线上映，德国方面定于9月2日上映。影片获得影评人褒贬不一的评价。

## 剧情
12岁的小珊来到餐厅见杀手母亲斯嘉丽，斯嘉丽说自己的任务没有完成，要离开镇子躲避风头。之后追兵赶到，斯嘉丽将杀手击败后逃跑，留下惶恐不安的小珊。
15年后，小珊来到母亲曾工作的机构，当人力资源主管内森阁下的杀手。内森给小珊委托新的工作，要他杀掉一位偷走机构钱财的男子，把钱拿回来。小珊来到佯装成图书馆的武器库，将手中的旧武器换成新的。斯嘉丽的旧同事安娜·梅、玛德琳和佛罗伦萨出现，她们一开始以为斯嘉丽是不速之客，要偷偷把她杀掉，但后来知道她是老同事的女儿，改变了主意。三人给她提供崭新的武器。
小珊潜入酒店客房，拿回被盗的钱，在主谋去接铃响的电话时，朝他的肚子开了一枪。小珊接过电话，发现主谋之所以偷钱，是为了交付女儿的赎金，他正打算到附近的保龄球馆交钱，把主谋女儿赎回来。小珊把他带到机构手下的私人医生那里接受治疗，答应亲自去交付赎金。内森了解到她的计划，派三个手下阻止她，把钱抢回来。小珊杀掉追兵，继续计划。蒙面男子将这位名叫艾蜜丽的女孩交给她，之后把钱拿回来。小珊乘胜追击，让这些人互相残杀，但钱也被毁掉了。
与此同时，内森发现其中一位叫山姆的手下，在先前的任务中杀掉吉姆·麦卡利斯特的儿子，吉姆掌管着雄霸一方的犯罪帝国。为了避免挑起冲突，内森公开小珊的资料和位置，让她成为追杀的对象。小珊回到地下医院，让艾蜜丽和父亲相见，但艾蜜丽父亲意识到自己无法逃过小珊的子弹。内森的三个手下也来到医院，让医生治疗先前打架时受的伤，同时依照指示灭了小珊。医生给小珊注射血清，让她的手臂出不了力气。小珊吩咐艾蜜丽拿胶带把匕首和枪绑在自己手上，以此杀出血路，杀掉三个手下。之后援兵到场，小珊招架不住，带着艾蜜丽逃进自己的车，让艾蜜丽负责加油，自己负责刹车，相互配合驾车逃离。
小珊收到内森的短信，得到一处安全屋的地址，说屋内有能帮助她逃跑的补给。她和艾蜜丽去到那里，遇到了斯嘉丽，斯嘉丽说自己这些年来虽然不在她身边，但一直在暗中监视她。之后枪手前来追杀小珊，斯嘉丽指引小珊和艾蜜丽进入隐藏的逃跑路线，三人按路线逃跑，回到图书馆，安娜·梅、玛德琳和佛罗伦萨生气地批评斯嘉丽玩失踪，没有打声招呼。两人刚聊上话，枪手便感到。小珊想拖住枪手，奈何对方火力太猛，要斯嘉丽出手相救。三位图书馆员改变想带艾蜜丽逃跑的想法，留下来与小珊并肩作战。
除了吉姆·麦卡利斯特的外甥维吉尔，杀手军团全部覆灭。维吉尔杀了玛德琳，掳走了艾蜜丽。维吉尔致电小珊，小珊让他去餐厅，用自己换来艾蜜丽的自由。小珊在餐厅碰到吉姆·麦卡利斯特，对方说除了被杀的小儿子，自己还有四个女儿，但自己不理解女人的想法，和她们相处的不好。吉姆打算当着艾米丽的面杀掉小珊，但斯嘉丽、安娜·梅和佛罗伦萨带着枪出现救场。小珊带艾蜜丽离开餐厅，留下三人在餐厅大开杀戒。
不久后，小珊就杀掉艾蜜丽的父亲向艾蜜丽道歉。艾蜜丽打扮成女童军，来到内森家。小珊在远处用狙击枪指着内森，要他回到机构取消对她追杀令，否则就要取他的性命。小珊、艾蜜丽、斯嘉丽、安娜·梅和弗洛伦斯之后驾车沿着海岸行驶。

## 阵容
- 凯伦·吉兰 饰 小珊，机构（The Firm）资深杀手，斯嘉丽的女儿
  - 芙蕾雅·艾倫 饰 小珊
- 琳娜·海蒂 饰 斯嘉丽（Scarlet），小珊的母亲，前刺客姐妹会首脑，与小珊关系疏离
- 卡拉·古奇諾 饰 玛德琳（Madeleine），刺客姐妹会成员
- 克洛伊·科尔曼（Chloe Coleman） 饰 艾蜜丽（Emily），小珊杀掉的男子的小女儿，由小珊负责保护
- 拉爾夫·尹愛森 饰 吉姆·麦卡莱斯特（Jim McAlester），犯罪组织首脑
- 亚当·纳盖提斯（英语：Adam Nagaitis） 饰 维吉尔（Virgil），麦卡莱斯特的外甥，资深杀手
- 迈克尔·斯迈利（英语：Michael Smiley） 饰 里奇医生（Dr. Ricky），杀手秘密诊所负责人
- 杨紫琼 饰 佛罗伦萨（Florence），刺客姐妹会成员
- 安琪拉·貝瑟 饰 安娜·梅（Anna May），刺客姐妹会成员
- 保罗·吉亚玛提 饰 内森（Nathan），机构人力资源部主管，小珊的养父

另外，塞缪尔·安德森扮演艾蜜丽的父亲大卫，伊万·凯扮演率领机构刺客纵队追杀小珊的领头人。大卫·伯内尔四世和（David Burnell IV）和杰克·班德拉（Jack Bandeira）扮演怪人和乌鸦（Shocker and Crow）两人组。乔梅杨（Mai Duong Kieu）扮演里奇诊所的护士。

## 制作
2018年4月，项目于一年一度的美国电影市场公开，頻道製片公司和The Picture Company买下电影版权。2019年1月，凯伦·吉兰加盟剧组，随后琳娜·海蒂、安琪拉·貝瑟、保罗·吉亚玛提、杨紫琼、卡拉·古奇諾和伊万·凯纷纷加入。6月，亚当·纳盖提斯和拉爾夫·尹愛森加入。影片于2019年6月3日开拍，8月20日结束，在柏林取景。

## 音乐
2019年12月16日，消息指弗兰克·伊夫曼为影片配乐。配乐专辑于2021年7月14日由米兰唱片发行。

## 发行
2020年2月，胜图娱乐买下影片的美国发行权，之后于2021年4月将版权转卖给Netflix。Netflix于美国、加拿大和北欧五国发行影片，其中美国部分影院同步上映。法国方面于7月21日由频道制片公司在法国院线上映，德国方面定于9月2日上映。另外，胜图娱乐负责在拉丁美洲和中国发行影片，频道制片公司负责在英国、澳大利亚和新西兰发行，其中澳大利亚的上映时间最早，为2021年7月15日。

## 评价
汇总媒体爛番茄收录评论110条，新鲜度64%，平均得分6.2/10。网站共识写道：“《火药奶昔》异常接近糖果炮弹的危险境地，没有实质内容，但是一场凶猛的大爆炸，将观众吸引到绚丽缤纷的霓虹世界中。”Metacritic收录24条评论，打出48/100的平均分，表示“褒贬不一或口碑平平”。
《芝加哥太阳报》的理查德·罗珀打出3/4星，认为“如果您正在找一部非常疯狂、非常风格化、子弹纷飞、主打女性、翻拍《疾速追杀》的电影，那就绝对会爱上这部荒谬异常的作品”。《芝加哥读者报》的科迪·科拉尔（Cody Corrall）打出2.5/4星，表示影片“情绪的高低起伏一刻不停，特效廉价过时，缺乏特色”，但尽管如此，“《火药奶昔》还是集合了众星云集的演员阵容，（让观众）看得开心，丢掉烦恼”。《综艺》的欧文·格莱伯曼给出正面的评价：“这类电影到头来一定会招来非常刻薄的评价：如果你喜欢这种类型的片子，那这部电影你一定会喜欢”。《洛杉矶时报》的罗伯特·阿贝尔（Robert Abele）持批评态度：“我对经验丰富的制作团队感到难过，这部电影痴迷于武器及姐妹杀手会耍嘴皮子，没有让女演员投入全副精力，有机地参与这场充满想象力的决一死战中，看得我如鲠在喉。”《衛報》的本杰明·李（Benjamin Lee）打出3/5星，认为影片“有时很刺耳，假得像部游戏，或许做成游戏会更好，因为卡通风格很容易让人接受”。《华尔街日报》的约翰·安德森（John Anderson）持批评态度：“显然，不是所有人都能接受混乱的场面。为了调和一刻不停的视觉效果，剧情线必须显得非常舒服，特别是对《霹靂煞》、《這個殺手不太冷》、《女煞葛洛莉》及其他经典枪战片的影迷们来说。”《影音俱樂部》的卡罗琳·西德（Caroline Siede）给出B级的评分，表示“看到影片里的女演员一场又一场群戏，那种新鲜感从来不会过时，即便影片像是几乎触及到了每条剧情线索的所有可能性（显得拖沓）”。
《好莱坞报道者》的约翰·笛福（John DeFore）持批评态度，表示“影片没有什么高光时刻，没有向卖力的女主演们投去目光，感觉像是漫画书的改编作品，希望有朝一日渴望IP作品的制片方前来收购”。恶心血腥网的梅根·纳瓦罗（Meagan Navarro）打出2.5/5星评价：“影片依靠一众女主演带出非常爆炸性的场面，以及精心编排的动作场面。”《纽约时报》的卡鲁姆·马什（Calum Marsh）打出负面评价：“帕普沙多的浮夸让人感觉狂妄自大、不分青红皂白，就好像他真的很努力，很想让每一个镜头都看起来很酷。”罗杰·伊伯特影评网的莫妮卡·卡斯蒂略（Monica Castillo）打出2/4星的评价，表示“帕普沙多和埃胡德·拉夫斯基的剧本少了什么，再多的魅力都能弥补”。《奧斯汀紀事》的理查德·惠特克（Richard Whittaker）打出2/5星评价：“就像一杯很好看的奶昔，喝的时候感觉很好，但喝到最后一口就记不得原本是什么模样了。”《TheWrap》的伊丽莎白·惠特曼（Elizabeth Weitzman）表达批评：“现在大家还会觉得在一部普通的电影中安排女性取代男性担任主角，是一种莫大的进步吗？这个问题你花几个小时去思考，会发现这是一种沮丧的暗示，尤其是由续集在开发的时候。”《IndieWire》的凯特·厄布兰德（Kate Erbland）打出B−的评分，表示“伴随《火药奶昔》的糖果炮弹有樱花的点缀，甜到足以证明它在快速发展的子流派中的地位”。《环球邮报》的巴里·赫兹（Barry Hertz）给出负面意见：“这部电影是穿着性别平等外衣、照本宣科式的无脑枪战片。女性是完全得不到关系的对象，成了杀人和被杀的道具。”

## 续集
2021年4月30日，《Deadline Hollywood》表示The Picture Company和頻道製片公司正在创作续集。2021年7月6日，频道制片公司确认影片会在公司参加戛纳电影节30周年纪念活动上特别放映，同时正式宣布续集投入开发。